# سگ‌های ولگرد (فیلم ۱۹۸۳)
سگ‌های ولگرد (انگلیسی: Stray Dogs) یک فیلم کره‌ای است که در سال ۱۹۸۳ منتشر شد.